# Postbüchel
Als Postbüchel werden Neujahrsgaben bezeichnet, die die Wiener Briefträger ihren Kunden in Erwartung eines Trinkgeldes überreichten. Das erste erschien 1701, verfasst von Johann Jordan. Von 1914 bis 1918 erschienen Kriegspostbücheln. Von 1921 bis 1928 wurde das Postbüchel von der Postgewerkschaft verboten, da man der Ansicht war, die „Neujahrsbetteleien“ seien eines Staatsbediensteten unwürdig. Auch von 1938 bis 1953 erschienen keine Postbüchel.